# سيتغو

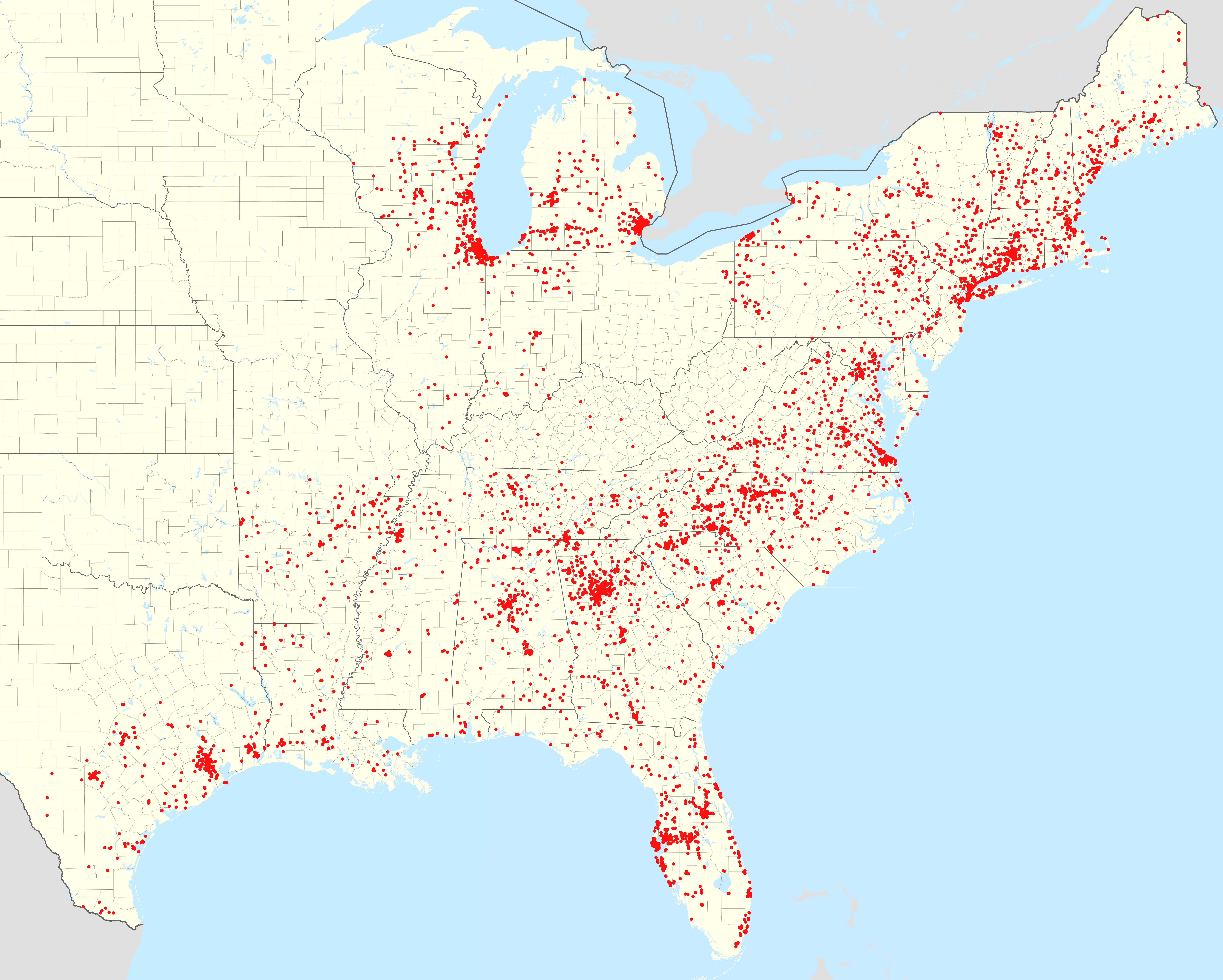
خريطة محطات العلامة التجارية سيتغو اعتبارًا من سبتمبر 2020.

شركة سيتغو للبترول (بالإنجليزية: Citgo Petroleum Corporation)، أو سيتغو (بالإنجليزية: Citgo)، هي شركة مقرها الولايات المتحدة تعمل في مجال تكرير ونقل وتسويق وقود النقل ومواد التشحيم والبتروكيماويات وغيرها من المنتجات الصناعية. يقع المقر الرئيسي للشركة في منطقة ممر الطاقة ‏ في هيوستن، وهي مملوكة بشكل أساسي لشركة النفط الوطنية الفنزويلية، وهي شركة مملوكة للدولة للحكومة الفنزويلية (على الرغم من أنها لم تعد تستفيد اقتصاديًا من سيتغو بسبب العقوبات الأمريكية في عام 2019).

## التاريخ

### فترة خدمة المدن

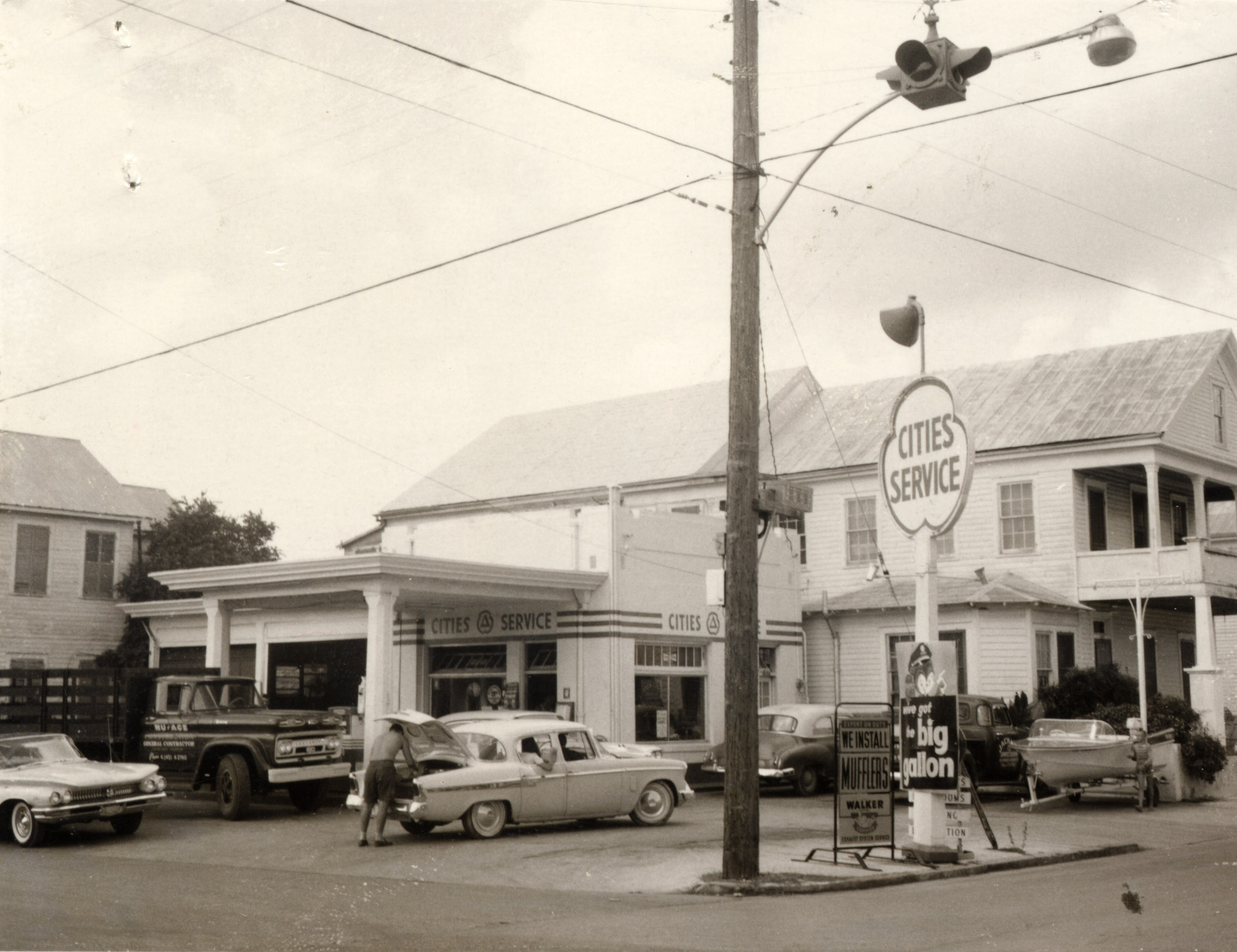
محطة خدمة المدن في كي ويست، فلوريدا، في عام 1965.

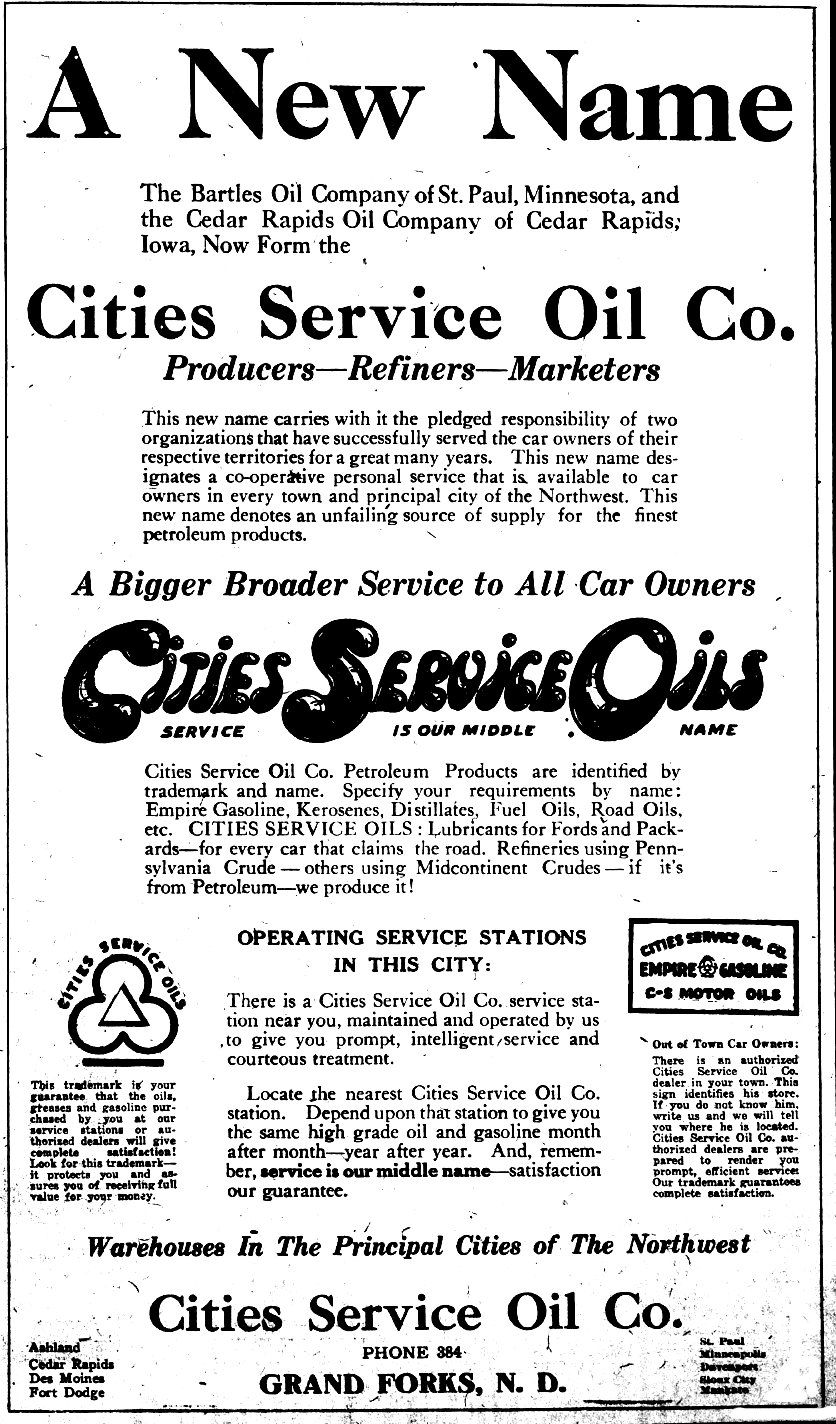
إعلان صحفي عام 1922 للترويج لزيوت خدمة المدن الجديدة.

يعود تاريخ الشركة إلى أوائل القرن العشرين ورجل الأعمال النفطي هنري لاثام دوهيرتي. بعد تسلق سلم النجاح بسرعة في عالم المرافق الكهربائية والغازية المصنعة، أنشأ دوهيرتي في عام 1910 شركة خدمات المدن (بالإنجليزية: Cities Service Company) لتزويد المرافق العامة الصغيرة بالغاز والكهرباء. بدأ من خلال الاستحواذ على عقارات منتجة للغاز في وسط القارة والجنوب الغربي.
وبعد ذلك قامت الشركة بتطوير نظام خطوط الأنابيب، والاستفادة من عشرات أحواض الغاز. ولجعل هذا الغاز متاحًا للمستهلكين، سعى دوهيرتي إلى الاستحواذ على شركات التوزيع وربطها بمصدر مشترك للإمدادات. أصبحت شركة خدمة المدن أول شركة في منتصف القارة تستغل فترة انخفاض الطلب في الصيف لإعادة ملء الحقول المستنفدة بالقرب من مناطق السوق الخاصة بها. وبالتالي، أصبح من الممكن سحب الغاز بسهولة وبتكلفة زهيدة خلال أوقات الذروة. في عام 1931، استكملت خدمة المدن أول نظام لنقل الغاز الطبيعي عالي الضغط لمسافات طويلة في البلاد، وهو عبارة عن خط أنابيب بقطر 24 بوصة وطول 1000 ميل من أماريلو، تكساس إلى شيكاغو.
وكانت الخطوة المنطقية في برنامج الشركة للعثور على وتطوير إمدادات الغاز الطبيعي هي دخولها إلى قطاع النفط. تميزت هذه الخطوة باكتشافات كبرى في أوغوستا بولاية كانساس في عام 1914، وفي إل دورادو بعد عام. في عام 1928، اكتشفت شركة الزيوت المضيئة في الإقليم الهندي ‏، وهي شركة تابعة لشركة خدمة المدن، حقل أوكلاهوما سيتي، وهو أحد أكبر الحقول في العالم. وشارك آخر في اكتشاف حقل شرق تكساس، الذي كان في ذلك الوقت الأكثر إثارة في العالم.
على مدى ثلاثة عقود، قامت الشركة برعاية حفلات خدمة المدن ‏ على إذاعة إن بي سي. تم بث هذه البرامج الموسيقية على مدى فترة طويلة من الزمن على قناة إن بي سي من عام 1925 إلى عام 1956، وشملت مجموعة متنوعة من المطربين والموسيقيين. في عام 1944، تمت إعادة تسميتها إلى الطرق السريعة في ميلودي، وفي وقت لاحق عُرفت السلسلة باسم فرقة خدمات المدن الأمريكية. في عام 1964، نقلت الشركة مقرها الرئيسي من بارتليسفيل، أوكلاهوما، إلى تولسا.
في ذروة نمو خدمات المدن، أقر الكونجرس قانون شركة المرافق العامة القابضة لعام 1935، والذي أجبر الشركة على التخلص من عمليات المرافق العامة أو ممتلكاتها من النفط والغاز. انتخبت خدمة المدن البقاء في قطاع البترول. تم اتخاذ الخطوات الأولى لتصفية الاستثمارات في المرافق العامة في عام 1943 والتي أثرت على أكثر من 250 شركة مرافق مختلفة.
وفي الوقت نفسه، كانت الحكومة تقترب من الانتهاء من بناء مصفاة كبيرة في روز بلاف خارج بحيرة تشارلز في لويزيانا، والتي ستصبح الأساس لعمليات التصنيع الخاصة بالشركة. وباستخدام التصاميم التي طورتها خدمة المدن وشركة كيلوج، تم افتتاح المصنع بعد 18 شهرًا فقط من بدء العمل. قبل شهر من نزول قوات الحلفاء في فرنسا، كان يتم إنتاج ما يكفي من البنزين عالي الأوكتان للطيران لتشغيل 1000 طلعة جوية يومية من إنجلترا إلى ألمانيا. كما شجع التمويل الحكومي من خلال مؤسسة مصانع الدفاع ‏ (DPC) خدمة المدن على بناء مصانع لتصنيع البيوتادين، المستخدم في صناعة المطاط الصناعي، والتولوين، وهو معزز لأوكتان الوقود ومذيب.

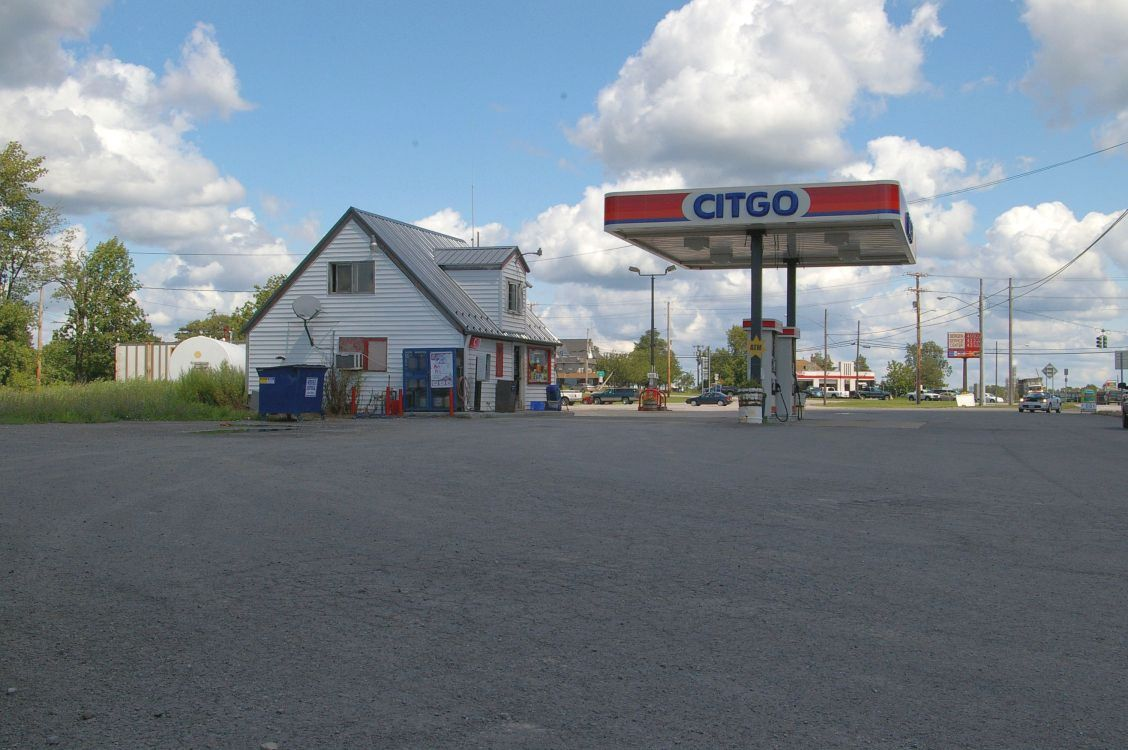
محطة وقود في بيرغن، نيويورك

وفي السنوات التالية، نمت شركة خدمة المدن لتصبح شركة نفط وغاز متنوعة بالكامل ذات عمليات عالمية. لقد أصبح شعار التسويق الدائري الأخضر المتوسع مشهدًا مألوفًا في معظم أنحاء البلاد. خلال هذه الفترة، كان هناك رؤساء تنفيذيون مثل دبليو ألتون جونز وبورل إس واتسون يديرون الشركة.
بدأت شركة خدمات المدن استخدام العلامة التجارية سيتغو في عام 1965 (المعروفة رسميًا باسم «سيتغو») لأعمال التكرير والتسويق وتجارة التجزئة البترولية (والتي أصبحت تُعرف داخليًا باسم قسم آر إم تي، للتكرير والتسويق والنقل). ظلت سيتغو مجرد علامة تجارية، وليس اسم شركة، حتى بيع قسم آر إم تي التابع لشركة خدمة المدن في عام 1983 إلى شركة ساوثلاند (التي أصبحت الآن 7-إلفن).

### زوال خدمة المدن ونشأة شركة سيتغو للبترول
في عام 1982، عرض تي. بون بيكينز، مؤسس شركة ميسا بتروليوم، شراء شركة سيتيز سيرفيس. استجابت شركة سيتغو بعرض شراء شركة ميسا، وهو ما كان أول استخدام لما أصبح يُعرف باسم دفاع الاستحواذ على باك مان ؛ أي عرض مضاد بدأه هدف الاستحواذ. وهددت شركة «سيتيز سيرفيس» أيضًا بحل نفسها من خلال المبيعات التدريجية بدلاً من الاستحواذ عليها من قبل شركة «ميسا»، مشيرة إلى أنها تعتقد أن القطع ستباع بسعر أعلى مما عرضه بيكينز للمجموعة بأكملها. تمكنت شركة خدمات المدن من العثور على ما اعتقدت أنه «الفارس الأبيض» الذي سيقدم لها صفقة أفضل، ودخلت في اتفاقية اندماج مع شركة جلف أويل. وفي أواخر صيف عام 1982، أنهت شركة جلف أويل اتفاقية الاندماج بزعم أن تقديرات احتياطيات شركة سيتيز سيرفيس كانت مبالغ فيها. وقد نتج عن ذلك أكثر من خمسة عشر عامًا من التقاضي. (للمزيد من التفاصيل حول الدعوى القضائية بين شركة خدمات المدن وشركة جلف أويل، انظر : جلف أويل#الزوال). ومن المفارقات أنه بعد عامين، انهارت شركة جلف أويل نفسها نتيجة لمحاولة استحواذ بدأها بيكينز.
وفي الفوضى التي أعقبت إنهاء شركة جلف أويل لصفقة اندماجها، دخلت شركة سيتيز سيرفيس في نهاية المطاف في اتفاقية اندماج مع شركة أوكسيدنتال بتروليوم كوربوريشن، وتم الاستحواذ عليها من قبل هذه الشركة ــ وهي الصفقة التي تم إغلاقها في خريف عام 1982. وفي العام نفسه، نقلت شركة خدمات المدن جميع أصول قسم التكرير والتسويق والنقل (الذي يضم أعمال التكرير وتجارة التجزئة البترولية) إلى شركة سيتغو شركة البترول التابعة التي تم تشكيلها حديثًا، لتسهيل بيع القسم، والذي لم يكن لدى شركة أوكسيدنتال أي مصلحة في الاحتفاظ به. وبموجب اتفاقية أبرمت في عام 1982، قامت شركة أوكسيدنتال ببيع علامتي سيتغو وسيتغو وخدمة المدن في عام 1983 إلى شركة ساوثلاند، المالك الأصلي لسلسلة متاجر 7-إلفن.

### الملكية الفنزويلية

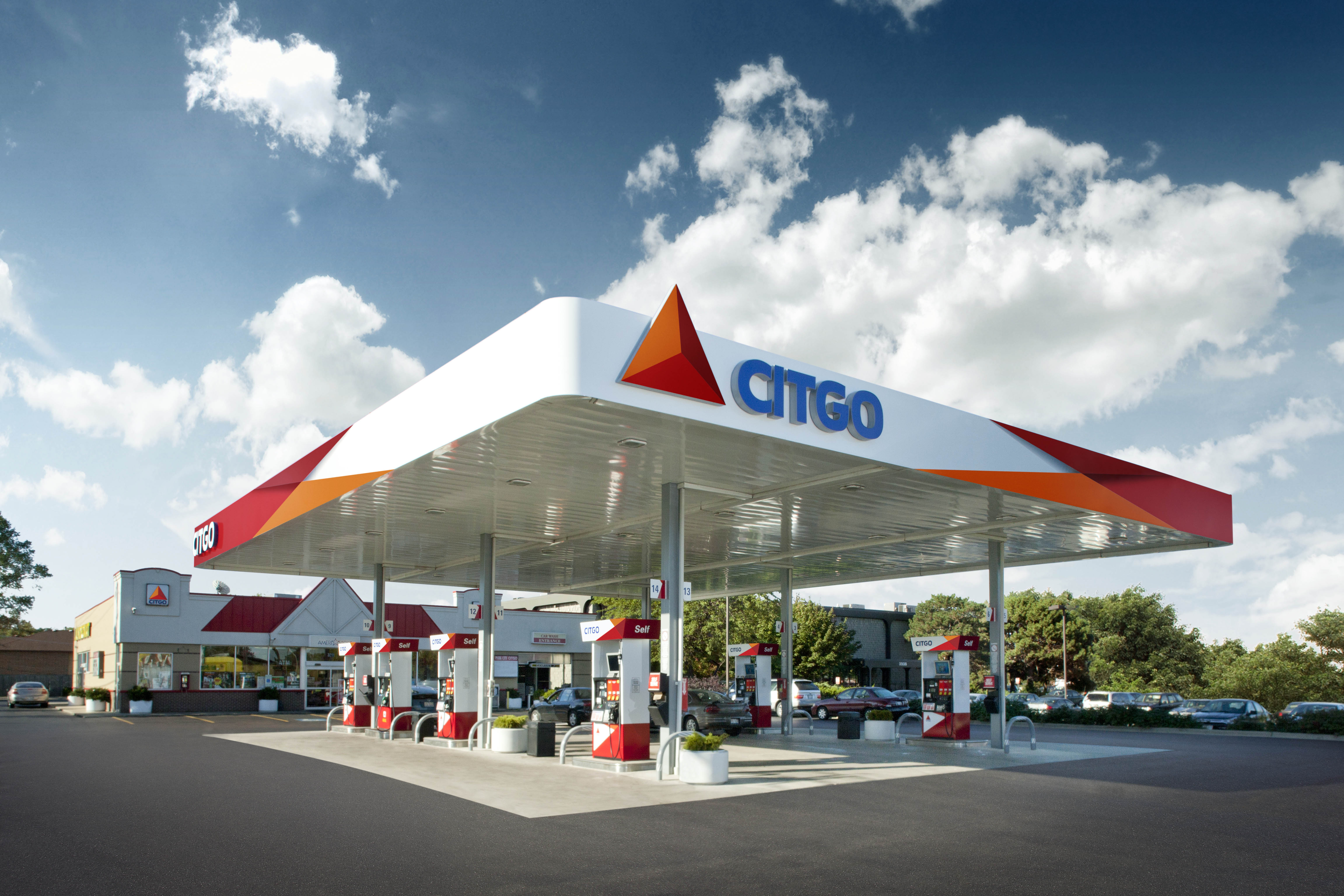
محطة سيتغو في شيكاغو مع صورة الشارع الجديدة

تم بيع خمسين بالمائة من شركة سيتغو إلى شركة النفط الوطنية الفنزويلية (بي دي في إس إيه) في عام 1986، والتي استحوذت على الباقي في عام 1990، مما أدى إلى هيكل الملكية الحالي. في سبتمبر 2010، بمناسبة الذكرى المئوية لمالكها الأصلي، شركة خدمات المدن، كشفت شركة سيتغو عن تصميم جديد للبيع بالتجزئة. في غضون خمس سنوات، خططت شركة سيتغو لعرض صورة الشارع الجديدة في جميع المواقع. بفضل ملكيتها الكاملة لشركة سيتغو، سيطرت شركة بي دي في إس إيه في ذروتها على 10% من سوق النفط المحلية في الولايات المتحدة، مما أدى إلى إنشاء سلسلة تصدير مربحة من النفط الفنزويلي إلى المستهلكين الأميركيين.[بحاجة لمصدر] حيث أن أكبر مشتريين للنفط الفنزويلي هما الولايات المتحدة والصين على التوالي.
في أكتوبر 2010، أعلن الرئيس الفنزويلي هوغو تشافيز عن نيته بيع شركة بي دي في إس إيه التابعة لها سيتغو ووصفها بأنها «عمل سيء» وأشار إلى انخفاض الأرباح منذ عام 2006. تم تحديد الحد الأدنى لسعر البيع عند 10 مليار دولار أمريكي؛ ومع ذلك، لم تتمكن شركة بي دي في إس إيه من العثور على مشترٍ بهذا السعر. تم التأكيد في يناير 2015 على أن شركة سيتغو لن يتم بيعها، ولكن بدلاً من ذلك قامت سيتغو ببيع السندات لإعطاء أرباح لشركة بي دي في إس إيه. وشملت السندات المباعة سندًا بقيمة 1.5 مليار دولار لمدة خمس سنوات وقرضًا لأجل محدد بقيمة 1.3 مليار دولار يتم سداده بالكامل في غضون ثلاث سنوات ونصف.
في صفقة عام 2016، تعهدت فنزويلا بتقديم 49.9% من أسهم شركة سيتغو لشركة النفط الروسية روسنفت كضمان لقرض بقيمة 1.5 مليار دولار. وحث كل من الجمهوريين والديمقراطيين في الولايات المتحدة على الرقابة على هذه الصفقة، ووصفوا بيع شركة سيتغو لروسيا بأنه يشكل خطراً على الأمن القومي للولايات المتحدة.
في نوفمبر 2017، تم القبض على ستة مسؤولين تنفيذيين يعملون لدى شركة سيتغو، بما في ذلك خمسة مواطنين أمريكيين، أثناء حضورهم اجتماعًا في مقر شركة النفط الوطنية الفنزويلية في كاراكاس، وحتى يونيو 2020 ظلوا مسجونين دون وصول قنصلي ودون محاكمة. على الرغم من منحهم الإقامة الجبرية في فنزويلا في ديسمبر 2019، تم نقل الرجال الستة إلى ظروف أكثر قسوة في سجن إل هيليكويد بعد استضافة الرئيس الأمريكي دونالد ترامب لزعيم المعارضة خوان غوايدو في خطاب حالة الاتحاد لعام 2020 ‏.
وفي خضم جائحة كوفيد-19، دعا وزير الخارجية الأمريكي مايك بومبيو إلى إطلاق سراحهم لأسباب إنسانية، مشيرًا إلى أنهم «احتجزوا ظلماً» وأنهم سُجنوا دون تقديم أدلة ضدهم لأكثر من عامين. في 9 مارس 2022، تم إطلاق سراح أحد أفراد مجموعة سيتغو الستة بعد زيارة قام بها مسؤولون أمريكيون، بما في ذلك السفير الأمريكي لدى فنزويلا جيمس ب. ستوري، إلى فنزويلا، حيث التقوا بالرئيس الفنزويلي نيكولاس مادورو. وفي وقت لاحق من ذلك العام، في الأول من أكتوبر، تم إطلاق سراح الأعضاء الخمسة المتبقين من مجموعة سيتغو 6 بعد تبادل للأسرى.
تم اعتقال مسؤولين آخرين في قطاع النفط الفنزويلي في ما وصفته بلومبرج نيوز بأنه «تطهير» يهدف إلى تعزيز المزيد من القوة الاقتصادية خلف رئيس فنزويلا نيكولاس مادورو. تم اختيار أسدروبال تشافيز ‏، ابن عم الرئيس الفنزويلي الراحل هوغو تشافيز، رئيسًا لشركة سيتغو في نوفمبر 2017.
كما أن لشركة سيتغو ارتباطًا أقدم بكثير بفنزويلا، ويعود تاريخه إلى مطلع القرن العشرين. كان النشاط الرئيسي لشركة وارنر كوينلي أسفلت السابقة هو المنافسة مع «صندوق الأسفلت» من خلال امتياز موارد البيتومين الذي حصلت عليه في فنزويلا.

#### الأزمة في فنزويلا
بعد وفاة هوغو تشافيز في عام 2013، تولى خليفته نيكولاس مادورو رئاسة البلاد خلال حقبة من الكساد الاقتصادي الناجم عن انخفاض أسعار النفط والعقوبات. أدى زعزعة استقرار الاقتصاد إلى التضخم المفرط، والكساد الاقتصادي، ونقص في السلع في فنزويلا، وزيادات حادة في معدلات الفقر والمرض ووفيات الأطفال وسوء التغذية والجريمة. ونتيجة للأزمة، ارتفعت ديون فنزويلا للصين وروسيا – وهما حليفان سياسيان. وبسبب العبء المالي لهذا الدين، عرضت فنزويلا شركة سيتغو كضمان للديون الروسية في عام 2016، مما أثار احتمالية أن تمتلك الحكومة الروسية شركة سيتغو بسبب ارتفاع مخاطر التخلف عن السداد في فنزويلا.
في يوليو 2018، ألغت الولايات المتحدة تأشيرة العمل والسياحة لرئيس شركة سيتغو أسدروبال تشافيز ‏، وأُمِر بمغادرة البلاد في غضون ثلاثين يومًا.

#### العقوبات الأمريكية 2019
في 28 يناير 2019، فرضت حكومة الولايات المتحدة عقوبات على شركة النفط الوطنية الفنزويلية (بي دي في إس إيه)، حيث جمدت أصولها في الولايات المتحدة، ومنعت أي شركات أو مواطنين أمريكيين من التعامل معها. في فبراير/شباط، قطعت شركة سيتغو علاقاتها مع شركة بتروليوس دي فنزويلا، وأوقفت المدفوعات لها، ووضعتها في «حساب مجمد». ومع ذلك، فإن العقوبات حدت من قدرة سيتغو على إعادة تمويل الديون. في شهر مارس، وبناءً على طلب وزارة الخزانة الأمريكية، حصلت 35 مؤسسة مالية على قرض بقيمة 1.2 مليار دولار لتمويل العمليات اليومية لشركة سيتغو وإعادة تمويلها، مما أدى إلى تهدئة المخاوف بشأن قدرة سيتغو على الاستمرار في العمل في الولايات المتحدة.
في 6 يونيو 2019، وسعت وزارة الخزانة الأمريكية العقوبات، موضحة أن صادرات المخففات إلى فنزويلا قد تكون عرضة للعقوبات. 

#### سندات 2020
في عام 2020، اقترضت شركة سيتغو أموالًا على شكل سندات، واستخدمت 50.1% من أسهم الشركة كضمان. في حال عدم سداد السند، سيحصل المستثمرون المؤسسيون الذين أقرضوا المال على ملكية 50.1%.

#### الإفلاس المحتمل
في مايو 2024، أفادت بلومبرج أن المسؤولين التنفيذيين المعينين من قبل المعارضة في شركة بتروليوس دي فنزويلا كانوا يفكرون في وضع شركة سيتغو تحت حماية الفصل الحادي عشر من الإفلاس لإبطاء أو منع بيع الأصول النفطية الخاضعة لسيطرة الشركة تمامًا. ومن شأن خطة المعارضة أن تساعدها في الاحتفاظ بالسيطرة على أهم أصولها في الخارج، والتي أصبحت الآن معروضة للبيع في مزاد.

#### اتخاذ إجراء قانوني ضد شركة سيتغو
في 30 مايو 2024، رفع اثنان من المديرين التنفيذيين السابقين لشركة سيتغو، الذين سجنتهم الحكومة الفنزويلية، دعوى قضائية ضد الشركة مطالبين بتعويض يزيد عن 400 مليون دولار، زاعمين أن سجنهم كان مؤامرة وكان ظلماً، ورفضوا حمايتهم من الأذى، وزادوا من الضائقة العاطفية لديهما.

## الجدل

### العلاقات بين الولايات المتحدة وفنزويلا

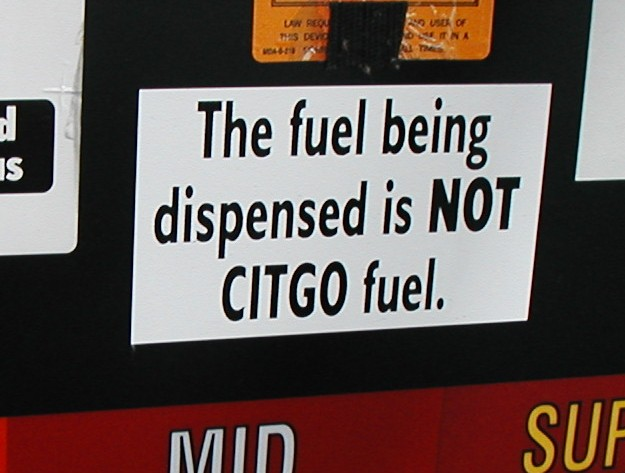
لافتة على مضخة محطة وقود 7-إلفن

قامت شركة تكساكو ببيع بعض محطات وقود سيتغو في الجنوب الشرقي عندما حصلت شركة شيفرون على الحقوق الحصرية للعلامة التجارية تكساكو في الولايات المتحدة في يونيو 2006. في 27 سبتمبر 2006، أعلنت سلسلة متاجر 7-إلفن أن عقدها الذي دام 20 عامًا مع شركة سيتغو يقترب من نهايته ولن يتم تجديده. صرحت مارغريت تشابريس، المتحدثة باسم شركة 7-إلفن: «بغض النظر عن السياسة، فإننا نتعاطف مع قلق العديد من الأمريكيين إزاء التعليقات المهينة التي أدلى بها رئيس فنزويلا مؤخرًا عن بلدنا وقيادته. من المؤكد أن موقف تشافيز وتصريحاته على مدار العام الماضي أو نحو ذلك لم تشجعنا على البقاء مع شركة سيتغو.»
وبعد ذلك، أصبحت محطات 7-إلفن إما بدون علامة تجارية أو تحولت إلى علامات تجارية منافسة، وأبرزها ماراثون، التي كانت تمتلك سلسلة سبيدواي ‏ المنافسة في ذلك الوقت. (باعت شركة ماراثون سبيدواي بالصدفة إلى شركة 7-إلفن في عام 2021.) اشترت شركة ماراثون أصول شركة سيتغو في أوهايو خلال هذا الوقت مما أدى إلى الانسحاب شبه الكامل لعلامة سيتغو التجارية من الولاية باستثناء منطقة يونغستاون، والتي تم توريدها بواسطة محطات سيتغو في ولاية بنسلفانيا المجاورة بسبب قربها من حدود أوهايو وبنسلفانيا. في السنوات التي تلت ذلك، كانت شركة ماراثون تمر بفترات تفكر فيها في شراء شركة سيتغو بشكل مباشر، وكانت الملكية الفنزويلية تشكل عقبة رئيسية أمام ذلك. في عام 2024، بدأت شركة فولك أويل في هومر بولاية ميشيغان في تغيير العلامة التجارية لمتجر بي إس 43 من سونوكو إلى سيتغو. تشمل عملية إعادة تسمية العلامة التجارية جنوب شرق ميشيغان وشمال غرب أوهايو.
أطلقت شركة سيتغو حملة إعلانية وطنية في خريف عام 2006 مؤكدة على المسؤولية الاجتماعية للشركة. كما تم بث إعلانات تلفزيونية وطنية ظهر فيها جو كينيدي حتى فبراير 2007، حيث ظهر فيها مواطنون أمريكيون عاديون يشكرون شركة سيتغو وفنزويلا على توفير وقود التدفئة بأسعار مخفضة للأشخاص ذوي الدخل المنخفض.

### المخاوف البيئية والسلامة
خلال العقد الأول من القرن الحادي والعشرين، واجهت شركة سيتغو العديد من الإجراءات القانونية بشأن تشغيل مصفاة النفط التابعة لها في كوربوس كريستي بولاية تكساس. في عام 2007، أدينت الشركة بانتهاك قانون الهواء النظيف لتشغيل جهاز فصل الزيت عن الماء دون معدات مناسبة لمكافحة التلوث. وقد ثبتت براءتها من تهمة انبعاث مستويات غير قانونية من البنزين في البيئة. في عام 2009، أدى حريق في وحدة الألكلة في نفس المصنع إلى إطلاق حمض الهيدروفلوريك السام وإصابة اثنين من العمال، أحدهما بحروق شديدة. في فبراير 2011، تم تغريم الشركة بمبلغ يزيد عن 300 ألف دولار بسبب الحادث.
في عام 2015، قالت منظمة أمازون ووتش إن 11 بالمائة من النفط الخام الذي تتم معالجته في مصفاة كوربوس كريستي و1 بالمائة الذي تتم معالجته في مصفاة ليك تشارلز تم الحصول عليه من غابات الأمازون المطيرة.

### تسرب النفط

#### مصفاة سيتغو – تسرب النفط في نهر كالكاسيو – نهر كالكاسيو، لويزيانا – يونيو 2006
في 19 يونيو 2006، فاض ما يزيد على 99 ألف برميل من الزيت المستعمل وملايين الجالونات من مياه الصرف الصحي الزيتية غير المعالجة من خزانات التخزين وتم تصريفها في منطقة احتواء في مجمع التصنيع التابع لشركة سيتغو في بحيرة تشارلز. وتشير التقديرات إلى أن 54 ألف برميل من الزيت المستعمل وكمية غير محددة من مياه الصرف الزيتية تدفقت من منطقة الاحتواء إلى منطقة ماريه الهندية ونهر كالكاسيو والممرات المائية المجاورة في مصب كالكاسيو.
تأثر ما يقرب من 150 ميلاً خطياً من موائل الشاطئ بالتسرب، بما في ذلك مئات الأفدنة من رواسب المستنقعات، ورواسب المد والجزر، ورواسب ما تحت المد والجزر. أثر النفط بشكل مباشر على الأسماك والكائنات القاعية، والعديد من أنواع الطيور، بما في ذلك طيور المستنقعات السرية مثل طيور السكة الحديدية، والطيور الأكبر حجماً مثل طيور النورس.
كان النفط المتسرب شديد التقلب وشديد السمية، مما استلزم إغلاق المناطق الملوثة بالنفط أمام فرق الاستجابة وفرق تقييم أضرار الموارد الطبيعية. كانت المركبات شديدة السمية في النفط قابلة للذوبان، مما أدى إلى اختلاط كبير في عمود الماء. بين 23 و28 يونيو/حزيران، لوحظ نفوق العديد من الأسماك في منطقة النفط العائم وحولها.
في الأيام التي تلت التسرب، تم إيقاف صيد الأسماك والأنشطة الترفيهية الأخرى في المنطقة.
في 31 أغسطس/آب 2021، أصدرت وزارة العدل الأمريكية مرسوم موافقة بقيمة 19.69 مليون دولار أمريكي لاستعادة الموارد الطبيعية المتضررة من تسرب النفط في مصفاة سيتغو.
سوّى هذا المرسوم مطالبات التعويض عن الأضرار، وسيُخصّص لمشاريع ترميم تُفيد الموائل والأسماك والحياة البرية والأنشطة الترفيهية الخارجية المتضررة من تسرب النفط.
في 24 فبراير 2022، أصدر الأمناء خطة التقييم النهائي للأضرار والترميم، مع مشاريع مختارة لاستعادة الموارد المتضررة من الانسكاب. تشمل مشاريع الترميم المختارة
- استعادة 392 فدانًا من المستنقعات المالحة، بما في ذلك الجداول المدّية، في المياه الضحلة المفتوحة في مقاطعة كاميرون، لويزيانا.
- إنشاء ما يقارب 18 فدانًا من موائل الشعاب المرجانية للمحار في مقاطعة كاميرون، لويزيانا.
- المساهمة في مشروع كبير جارٍ لإنشاء موائل تعشيش مناسبة للطيور التي تعشش في الجزر الساحلية في خليج تيريبون، مقاطعة تيريبون، لويزيانا.

من خلال المشاريع المحددة في خطة الترميم النهائية هذه، يهدف الأمناء إلى استعادة ما يقارب 432 فدانًا من الموائل بالقرب من مصب نهر كالكاسيو لتعويض الأضرار التي لحقت بموائل الشاطئ والمحار والطيور.

## مواقع المصافي
- بحيرة تشارلز، لويزيانا
- كوربوس كريستي، تكساس
- مصفاة ليمونت  [لغات أخرى]‏، روميوفيلي، إلينوي

### مصافي التكرير السابقة
في عام 1901، اشترت شركة وارنر كوينلان أسفلت العديد من العقارات في ليندن، نيو جيرسي لاستخدامها كمصنع لتصنيع الأسفلت في تطوير تريملي بوينت، والذي أصبح لاحقًا جزءًا من محطة مونتغمري المخطط لها. في عام 1937، استحوذت شركة خدمة المدنs على جميع أصول شركة وارنر كوينلان تقريبًا بموجب إعادة تنظيم الإفلاس، بما في ذلك مصنع ليندن. وتعرض المصنع لعدة حرائق وانفجارات كبيرة. انفجر خزان في يوليو 1914، وحدث حريقان كبيران في المصنع، أحدهما في يونيو 1921 (لا يزال تحت إدارة وارنر كوينلان)، والآخر في أكتوبر 1938 (تحت إدارة خدمات المدن). أدى حريق عام 1921 إلى تدمير المصنع بالكامل تقريبًا.

## ماركات أخرى

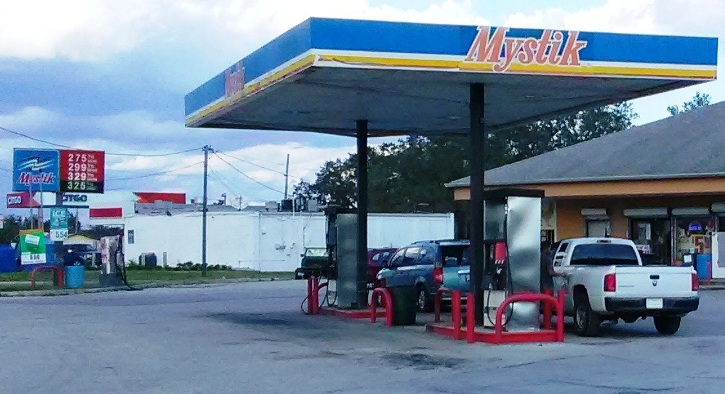
دافنبورت، فلوريدا موقع ميستيك، تصميم قديم

بالإضافة إلى العلامة التجارية الخاصة بزيوت التشحيم التي تمتلكها شركة سيتغو، فإنها تمتلك أيضًا العلامات التجارية كلاريون وميستيك.
على الرغم من ارتباطها في المقام الأول بزيوت التشحيم، بدأت شركة سيتغو اعتبارًا من 1 أكتوبر 2003 في تقديم اسم العلامة التجارية ميستيك كاسم للبيع بالتجزئة.

## الرعايات

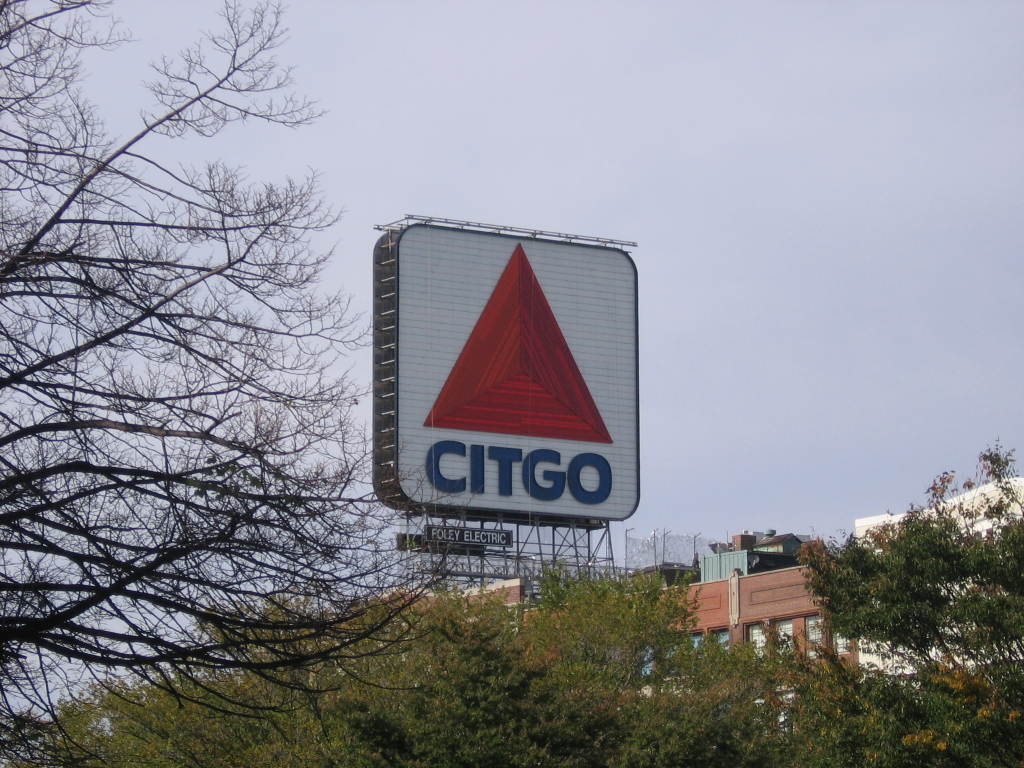
لافتة بوسطن سيتجو كما تظهر من شارع لانسداون في بوسطن

قامت شركة سيتغو برعاية العديد من مشاريع رياضة السيارات. كانت الشركة راعية لفريق سباق وود براذرز ‏ رقم 21 في ناسكار لسنوات عديدة، مع سائقين مثل مايكل والتريب ‏، وإليوت سادلر، وكايل بيتي ‏، ونيل بونيت ‏، ومورجان شيبارد، وديل جاريت. كما قاموا برعاية فريق سباقات راوش رقم 99 التابع لجيف بيرتون ‏ منذ أواخر عام 2000 حتى انسحابهم من هذه الرياضة في عام 2003. قامت الشركة برعاية سيارة سيتغو بونتياك رايلي الخاصة بسائقة السيارات الفنزويلية ميلكا دونو ‏ في سلسلة سباقات رولكس للسيارات الرياضية. حققت دونو ثلاثة انتصارات إجمالية في سلسلة رولكس واحتلت المركز الثاني في سباق دايتونا 24 ساعة ‏ عام 2007، لتصبح أعلى امرأة تنهي السباق في تاريخه. في منتصف موسم 2007، رعت شركة سيتغو سيارة ساماكس موتورسبورت رقم 23 في سلسلة إندي كار لصالح دونو. في عامي 2008 و2009، ذهبت هذه الرعاية إلى دونو في سيارة دراير ورينبولد ريسينغ رقم 23. حصلت على الرعاية من ديل كوين ريسينغ في عام 2010. كانت شركة سيتغو هي الراعي الرئيسي لإي جيه فيسو من سباقات كيه في (2012) وأندريتي أوتوسبورت (2013)، وظلت مع فيسو عندما بدأ السباق في شاحنات ستاديوم سوبر في عام 2014.
تعد شركة سيتغو أحد الرعاة الرئيسيين لبطولات الصيد باسماستر، كما أنها الراعي لبطولة الجولف الخيرية التي تعود بالنفع على جمعية ضمور العضلات ‏ (MDA). تعود علاقة الشركة مع جمعية ضمور العضلات إلى شرائها في عام 1983 من قبل ساوثلاند، أحد الرعاة الحاليين لجمعية ضمور العضلات. تعد شركة سيتغو أكبر راعٍ لجمعية ضمور العضلات، وقد ظهر مسؤولوها التنفيذيون في برنامج جيري لويس إم دي إيه تيليثون. بالتوافق مع رعايتها السابقة لماراثون بوسطن، قامت شركة سيتغو خلال السنوات القليلة الماضية برعاية فريق رياضي متعدد المستويات يتنافس في سباقات المغامرات وفعاليات الترياتلون في جميع أنحاء الولايات المتحدة.[بحاجة لمصدر]
ترتبط لوحة إعلانات سيتغو ‏ المطلة على ساحة كينمور ‏ في بوسطن على نطاق واسع بفريق بوسطن ريد سوكس للبيسبول، حيث يمكن رؤيتها من داخل فينواي بارك المطلة على جدار الملعب الأيسر، الوحش الأخضر ‏. أدى ارتباط العلامة بالفريق أيضًا إلى تركيب علامات مماثلة في ملاعب البيسبول الأخرى، بما في ذلك حديقة دايكين ‏ التابعة لفريق هيوستن أستروس كجزء من رعايتهم للفريق (حتى عام 2012، كانت العلامة أيضًا في الحقل الأيسر، تمامًا مثل فريق ريد سوكس؛ تحتفظ شركة أوكسيدنتال بتروليوم الآن بهذا المكان). وملعب واتابورجر ‏، الملعب الرئيسي لأحد فرق الدوري الصغير التابعة لفريق أستروس، وهو فريق كوربوس كريستي هوكس ‏.

### تنصيب دونالد ترامب
وفقًا للملفات المقدمة إلى لجنة الانتخابات الفيدرالية الأمريكية، تبرعت شركة سيتغو بمبلغ 500٬000 دولار أمريكي (524٬180 دولارًا أمريكيًا في عام 2020) لحفل تنصيب دونالد ترامب الرئاسي.

## مؤسسة سيمون بوليفار
في عام 2006، أنشأت سيتغو مؤسسة سيمون بوليفار (SBF) كمؤسسة خيرية خاصة غير ربحية 501 (c) (3) «لتحويل حياة الناس من خلال ربط المنظمات غير الربحية وقادة المجتمع لتحسين نوعية الحياة بشكل أفضل من خلال دعم المبادرات الصحية». في عام 2020، قدمت مؤسسة سيمون بوليفار منحًا بقيمة مليون دولار أمريكي لتقديم المساعدات الإنسانية لفنزويلا. تدير مؤسسة سيمون بوليفار برنامجًا لمساعدة مرضى السرطان الفنزويليين على السفر إلى الخارج لإجراء عمليات زرع وتلقي علاجات أخرى منقذة للحياة. وكان البرنامج معرضا للخطر بسبب العقوبات الأمريكية المفروضة على فنزويلا. في عام 2021، دعت الأمم المتحدة الولايات المتحدة والدول الأخرى إلى «احترام وحماية وإعمال حقوق الإنسان لكل شخص يتأثر بالعمل الدولي المباشر».

## المقر الرئيسي

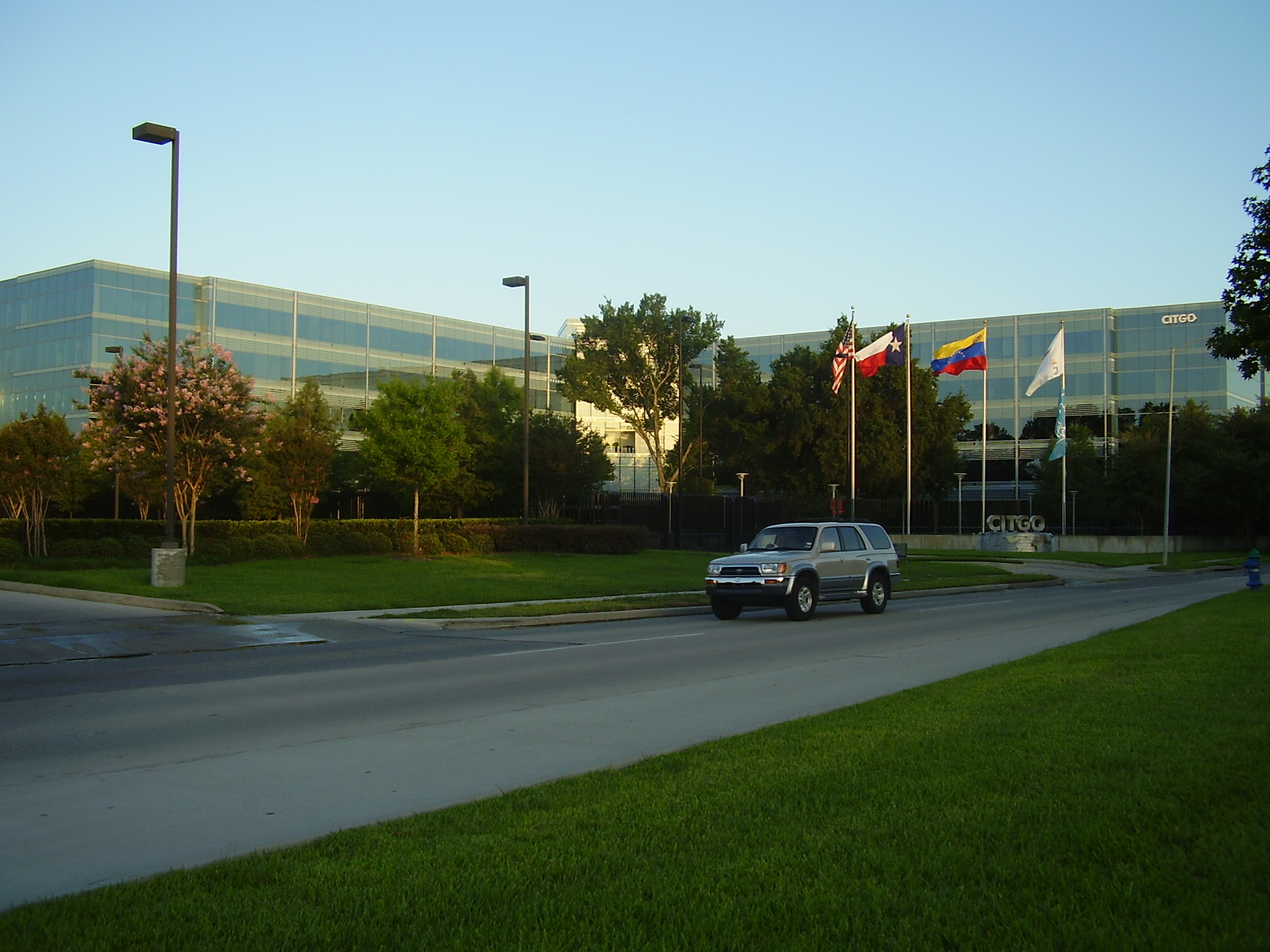
المقر الرئيسي لشركة سيتغو في منطقة ممر الطاقة في هيوستن

يقع المقر الرئيسي لشركة سيتغو في منطقة ممر الطاقة في هيوستن، تكساس، الولايات المتحدة.
قبل أن يكون مقرها الرئيسي في هيوستن، كان مقر شركة سيتغو في تولسا، أوكلاهوما. في عام 2003، التقى حاكم ولاية أوكلاهوما براد هنري مع أحد المسؤولين التنفيذيين في شركة سيتغو لمناقشة الحوافز المحتملة التي من شأنها إبقاء المقر الرئيسي لشركة سيتغو في أوكلاهوما. لمدة ثمانية أشهر، ناقشت الشركة ما إذا كانت ستنقل مقرها الرئيسي أو ستبقيه في أوكلاهوما. في عام 2004، أعلنت الشركة أن مقرها الرئيسي سينتقل إلى هيوستن.
في تلك المرحلة لم تكن الشركة قد قررت بعد أي موقع في هيوستن سيكون مقرها الرئيسي. أرادت الشركة 300,000 قدم مربع (28,000 م2) من المساحات المكتبية لاستيعاب 700 موظف. نظرت شركة سيتغو في مبنى لويزيانا رقم 1500 في وسط مدينة هيوستن ‏، وبرج ويليامز ‏ في أبتاون هيوستن ‏، ومجمع المقر الرئيسي لشركة بي إم سي سوفتوير في ويست تشيس ‏، ومبنى أسبنتك في ممر الطاقة. في يونيو من ذلك العام، وقعت الشركة عقد إيجار في مبنى أسبنتك المكون من خمسة طوابق حتى تتمكن من العمل كمقر رئيسي. في سبتمبر 2004، بدأت الشركة في نقل مقرها الرئيسي، وبحلول 24 سبتمبر، كانت شركة سيتغو قد نقلت بالفعل 150 موظفًا إلى مكاتب ممر الطاقة.

## وصلات خارجية
- الموقع الرسمي